# Volleyball World Beach Pro Tour
El Circuito Mundial de Voleibol de Playa de la FIVB (en inglés, y oficialmente, Volleyball World Beach Pro Tour, o simplemente Beach Pro Tour) es un campeonato intercontinental de voleibol de playa que se disputa desde 1987 entre los meses de febrero a diciembre. Está organizado por la Federación Internacional de Voleibol (FIVB) y consta de varios torneos por todo el mundo que están ordenados según importancia en tres niveles, de mayor a menor, Elite 16, Challenge y Futures, todo con una prueba final para determinar al mejor del circuito como es The Finals.

## Historia
El circuito profesional de vóley playa internacional se conocía originalmente como Serie Mundial de Vóley Playa de la FIVB y comenzó en 1989 para los hombres y en 1992 para las mujeres. En 1997, se renombró como Circuito Mundial de Voleibol de Playa de la FIVB (FIVB Beach Volleyball World Tour, en inglés). Un circuito mundial de la FIVB que en aquel momento también compartía espacio con los eventos Challenger y Satellite de la FIVB que servían como circuito de desarrollo para los jugadores emergentes. Con el objetivo de localizarlos en cada continente, la FIVB entregó la organización de los eventos Challenger y Satellite a las confederaciones continentales en 2009.
Con el objetivo de impulsar el circuito, la FIVB realizó un cambio anunció un cambio de nombre pasándose a llamar Volleyball World Beach Pro Tour, más conocido como el Beach Pro Tour, en octubre de 2021. Un nombre que no remplazaría al que se venía utilizando como era el World Tour hasta la siguiente temporada siendo la edición inaugural la del año 2022.

## Categorías de los torneos
A lo largo de la historia ha habido diversas formas de estructurar los torneos del Circuito de la FIVB. Inicialmente solo existía un nivel de torneos como eran los Opens, pero pronto se dieron cuenta de la necesidad de jerarquizar los torneos y crear diferentes niveles. Una decisión que, en 1997, derivó en la creación de los Grand Slams como los cuatro mejores torneos del circuito junto a los Opens, Challengers y Satelites siendo los otros tres torneos de mayor nivel. Un circuito que tan solo recibió una modificación con la creación de las Finales del World Tour en 2015, donde las mejores parejas del año se medían en un torneo para concluir el circuito.
Aquella forma de ordenar los campeonatos se mantuvo hasta el 2017, cuando se trató de rediseñar el circuito en estrellas. La clasificación aquella establecía los torneos de menor a mayor importancia en función de si tenía una sola estrella o hasta cinco. Además de mantener las Finales del World Tour con la misma finalidad, pero, eso sí, eliminando los Grand Slams.
Tras probar con aquella forma de ordenar las diferentes pruebas del Circuito de la FIVB, en 2022 se decide volver a modificar todo y se crea la forma de clasificación actual donde los Elite 16 son los torneos de mayor importancia, seguidos de los Challenge y los Futures. Además de, como viene siendo costumbre desde 2015, con las Finales del Beach Pro Tour como colofón del año de competición. No obstante, hubo un incremento del price money en los campeonatos de Elite 16 y del Challenge para la temporada 2025.
| Torneos | Torneos | 1989-1996 | 1997-2014   | 2015−2016                | 2017−2021                | 2022−Actualidad   |
| ------- | ------- | --------- | ----------- | ------------------------ | ------------------------ | ----------------- |
| Niveles | 0       | —         | —           | World Tour Finals        | World Tour Finals        | World Tour Finals |
| Niveles | I       | Opens     | Grand Slams | Grand Slams/Major Series | 5 estrellas/Major Series | Elite 16          |
| Niveles | II      | —         | Opens       | Opens                    | 4 estrellas              | Challenge         |
| Niveles | III     | —         | Challengers | Challengers              | 3 estrellas              | Futures           |
| Niveles | IV      | —         | Satellites  | Satellites               | 2 estrellas              | —                 |
| Niveles | V       | —         | —           | —                        | 1 estrella               | —                 |

| Categoría           | Prize money (por género) |
| ------------------- | ------------------------ |
| World Tour Finals   | US$800,000               |
| World Championships | US$500,000               |
| Elite 16            | US$200,000               |
| Challenge           | US$125,000               |
| Futures             | US$5,000                 |